# Herb gminy Czermin (województwo wielkopolskie)
Herb gminy Czermin – symbol gminy Czermin, ustanowiony w 2000.

## Wygląd i symbolika
Herb przedstawia na tarczy w polu złotym czarną głowę żubra ze złotym pierścieniem w nozdrzach. Jest to godło z herbu Wieniawa, którym pieczętował się ród Czermińskich, będący przez wiele lat w posiadaniu wsi Czermin.